# 锦江泉
锦江泉是湖南麻阳出产的一系列浓香型白酒，源于当地苗族有着八百余年历史的“苞茅酒”，源于由当局在1953年，合并以苗王的“盘瓠老酒坊”和“螣记老包茅酒坊”等八家前苗王和土司的私人酒坊成立的国营锦江泉酒厂， 为湖南建厂时间最长的白酒厂，早于1979年就与白沙液、武陵酒、德山大曲一起被评为湖南四大名酒。现有品牌为“锦江泉”和“锦江王”两个系列。